# Вудланд (Мичиген)
Вудланд (енгл. Woodland) град је у америчкој савезној држави Мичиген.

## Демографија
По попису из 2010. године број становника је 425, што је 70 (-14,1%) становника мање него 2000. године.
| Група             | 2000.       | 2010.       |
| Белци             | 476 (96,2%) | 404 (95,1%) |
| Афроамериканци    | 1 (0,2%)    | 1 (0,2%)    |
| Азијати           | 1 (0,2%)    | 1 (0,2%)    |
| Хиспаноамериканци | 14 (2,8%)   | 16 (3,8%)   |
| Укупно            | 495         | 425         |